# Броштени (Вишина)
Броштени (рум. Broșteni) насеље је у Румунији у округу Дамбовица у општини Вишина. Oпштина се налази на надморској висини од 169 m.

## Становништво
Према подацима из 2002. године у насељу је живело 599 становника, од којих су сви румунске националности.